# Rustam Kassimdjanov
Rustam Kassimdjanov (en uzbek: Rustam Qosimjonov; en rus: Рустам Касымджанов; en tàtar: Рустам Касимджанов) (5 de desembre de 1979) és un jugador d'escacs uzbek, que té el títol de Gran Mestre des de 1997, i que va ser proclamat Campió del Món en guanyar el polèmic Campionat del món de 2004 a Trípoli (Líbia). D'ètnia uzbeka, és nascut a Taixkent, a l'exRSS de l'Uzbekistan.
A la llista d'Elo de la FIDE de l'abril de 2021, hi tenia un Elo de 2662 punts, cosa que en feia el jugador número 1 (en actiu) de l'Uzbekistan, i el 80è millor jugador del rànquing mundial. El seu màxim Elo va ser de 2715 punts, a la llista de maig de 2015 (posició 35 al rànquing mundial).

## Els primers anys de carrera

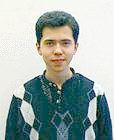
Kassimdjanov (1999)

D'entre els seus millors resultats en destaquen un empat al primer lloc al gran Obert d'escacs de Cappelle-la-Grande de 1997, la victòria al Campionat asiàtic de 1998, segon lloc al Campionat del món d'escacs júnior el 1999, empat als llocs 1r–5è amb Mikhaïl Gurévitx, Aleksandar Berelovich, Serguei Tiviàkov i Leonid Gofshtein al torneig obert de Hoogeveen de 1999, primer lloc a Essen 2001, primer a Pamplona 2002 (tot guanyant un desempat a partides ràpides contra Victor Bologan després que ambdós haguessin acabat empatats al torneig principal amb 3½/6), primer amb 8/9 a l'obert de Vlissingen 2003, primer ex aequo amb Liviu Dieter Nisipeanu amb 6/9 a Pune 2005, medalla de bronze, amb 9½/12 al primer tauler a l'Olimpíada d'escacs de 2000, i finalista de la Copa del món d'escacs de la FIDE de 2002 (perdent contra Viswanathan Anand a la final). Ha participat dos cops al prestigiós torneig de Wijk aan Zee, tot i que no ho ha fet massa bé: el 1999 hi fou 11è de 14 amb 5/13, el 2002 fou 13è de 14 amb 4½/13.
El 2003 guanyà el torneig de Vlissingen.

## Campió del món de la FIDE 2004
Al polèmic Campionat del món de la FIDE 2004, en Kassimdjanov, que en aquell moment era el 44è jugador del món segons la llista d'Elo de la FIDE, va arribar a la final de forma inesperada, guanyant mini-matxs contra Alejandro Ramírez, Ehsan Ghaem Maghami, Vassil Ivantxuk (12è jugador mundial), Zoltán Almási, Aleksandr Grisxuk (11è jugador mundial) i Vesselín Topàlov (5è jugador mundial), i es va enfrontar en Michael Adams (8è jugador mundial) a la final.
A la final, en un matx a sis partides pel campionat, ambdós jugadors varen guanyar dures partides, de manera que fou necessari disputar un desempat a ràpides. En Kassimdjanov guanyà la primera partida amb negres, a despit d'haver tingut una posició difícil. Entaulant la segona partida, va assolir la fita de ser el nou campió mundial de la FIDE.
Amb aquesta victòria, obtingué també teòricament el dret d'enfrontar-se a Dubai el gener de 2005 al número u mundial Garri Kaspàrov en un matx que servís per a la reunificació del títol de campió del món. Això no obstant, el matx fou ajornat sine die per raons organitzatives, relacionades amb la manca de garanties financeres, i finalment, no es va arribar a disputar mai.

## D'altres resultats en campionats del món

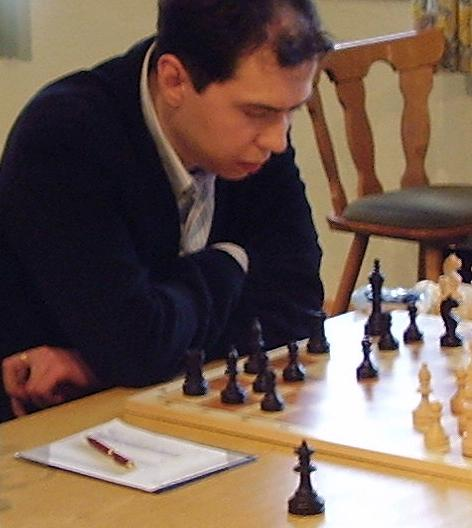
GM Kassimdjanov

El triomf en el campionat del 2004 va permetre en Kassimdjanov ésser convidat a l'edició (a vuit jugadors) del Campionat del món de 2005, l'octubre, a San Luís (Argentina), un torneig de vuit jugadors a doble volta, on empatà amb Michael Adams als llocs 6è-7è (en tot el torneig, en Kassimdjanov va guanyar només dues partides, amb cinc derrotes i set taules). Aquest resultat comportà la pèrdua del seu títol mundial, que passà a Vesselín Topàlov, vencedor del torneig.
El campionat de 2004 també li va adjudicar una de les setze places pel Torneig de Candidats pel Campionat del món de 2007. El seu primer oponent fou en Borís Guélfand, i al seu matx, entaularen les sis partides a ritme normal, de manera que van desempatar jugant partides ràpides, que guanyà en Guélfand per 2½-½, eliminant en Kassimdjanov del torneig.

## Carrera des del campionat del món
El 23 de juny de 2005, als estudis de l'ABC a Times Square, l'AI Accoona Toolbar conduït per un prototipus de Fritz 9, va entaular contra Kassimdjanov.
Va participar per primer cop al Torneig de Linares el 2005, edició en què acabà empatat en el darrer lloc amb Paco Vallejo, amb una pobra puntuació de 4/12. El 2006, guanyà el torneig per sistema K.O. de Còrsega. El 2007 va formar part de l'equip del Tomsk-400 que guanyar el Campionat de Rússia per Equips amb un resultat perfecte de 9/9. Actualment és un dels segons del Campió del món Viswanathan Anand, amb qui treballà per a preparar el Campionat del món de 2008 en el seu matx contra Vladímir Kràmnik, i el Campionat del món de 2010. El 2010 fou segon al primer Memorial Safin a Taixkent, rere Anton Filippov.
Entre l'agost i el setembre de 2011 participà en la Copa del món de 2011, a Khanti-Mansisk, un torneig del cicle classificatori pel Campionat del món de 2013, i hi tingué una raonable actuació. Avançà fins a la segona ronda, quan fou eliminat per Gata Kamsky (½-1½).

### Participació en olimpíades d'escacs
Kassimdjanov ha participat, representant l'Uzbekistan, en set Olimpíades d'escacs entre els anys 1996 i 2008 (amb un total de 44 punts de 66 partides, un 66,7%). La seva actuació al primer tauler a l'Olimpíada d'Istanbul de l'any 2000 li va permetre guanyar la medalla de bronze individual. A l'edició de 1996 hi participà com a MI, i a partir de 1998 com a GM.
| Any  | Olimpíada         | Ciutat   | Elo propi | Tauler     | Partides | Guanyades | Taules | Perdudes | %     | Posició indiv.    | Posició equip |
| ---- | ----------------- | -------- | --------- | ---------- | -------- | --------- | ------ | -------- | ----- | ----------------- | ------------- |
| 1996 | XXXII Olimpíada   | Erevan   | 2435      | 2n suplent | 5        | 2         | 2      | 1        | 60,0% |                   | 19            |
| 1998 | XXXIII Olimpíada  | Elistà   | 2570      | 1r         | 11       | 4         | 5      | 2        | 59,1% | 23                | 27            |
| 2000 | XXXIV Olimpíada   | Istanbul | 2690      | 1r         | 12       | 7         | 5      | 0        | 79,2% | Medalla de bronze | 11            |
| 2002 | XXXV Olimpíada    | Bled     | 2653      | 1r         | 11       | 4         | 6      | 1        | 63,6% | 30                | 20            |
| 2004 | XXXVI Olimpíada   | Calvià   | 2650      | 1r         | 8        | 4         | 4      | 0        | 75,0% |                   | 14            |
| 2006 | XXXVII Olimpíada  | Torí     | 2673      | 1r         | 10       | 2         | 7      | 1        | 55,0% | 49                | 13            |
| 2008 | XXXVIII Olimpíada | Dresden  | 2672      | 1r         | 9        | 4         | 5      | 0        | 72,2% | 16                | 50            |

## Partides notables
- Rustam Kassimdjanov vs Viktor Korchnoi, Julian Borowski-A 4th 2002, defensa francesa: Clàssica, Variant Burn (C11), 1-0
- Michael Adams vs Rustam Kassimdjanov, FIDE World Championship Knockout Tournament 2004, defensa siciliana: Atac Rossolimo (B30), 0-1
- Vesselín Topàlov vs Rustam Kassimdjanov, FIDE World Championship Knockout Tournament 2004, Defensa índia de dama: Sistema anti-Índia de dama (E17), 0-1
- Rustam Kassimdjanov vs Viswanathan Anand, FIDE World Championship Tournament 2005, defensa siciliana: Variant Najdorf, Atac anglès (B90), 1-0